# Désert de Retz

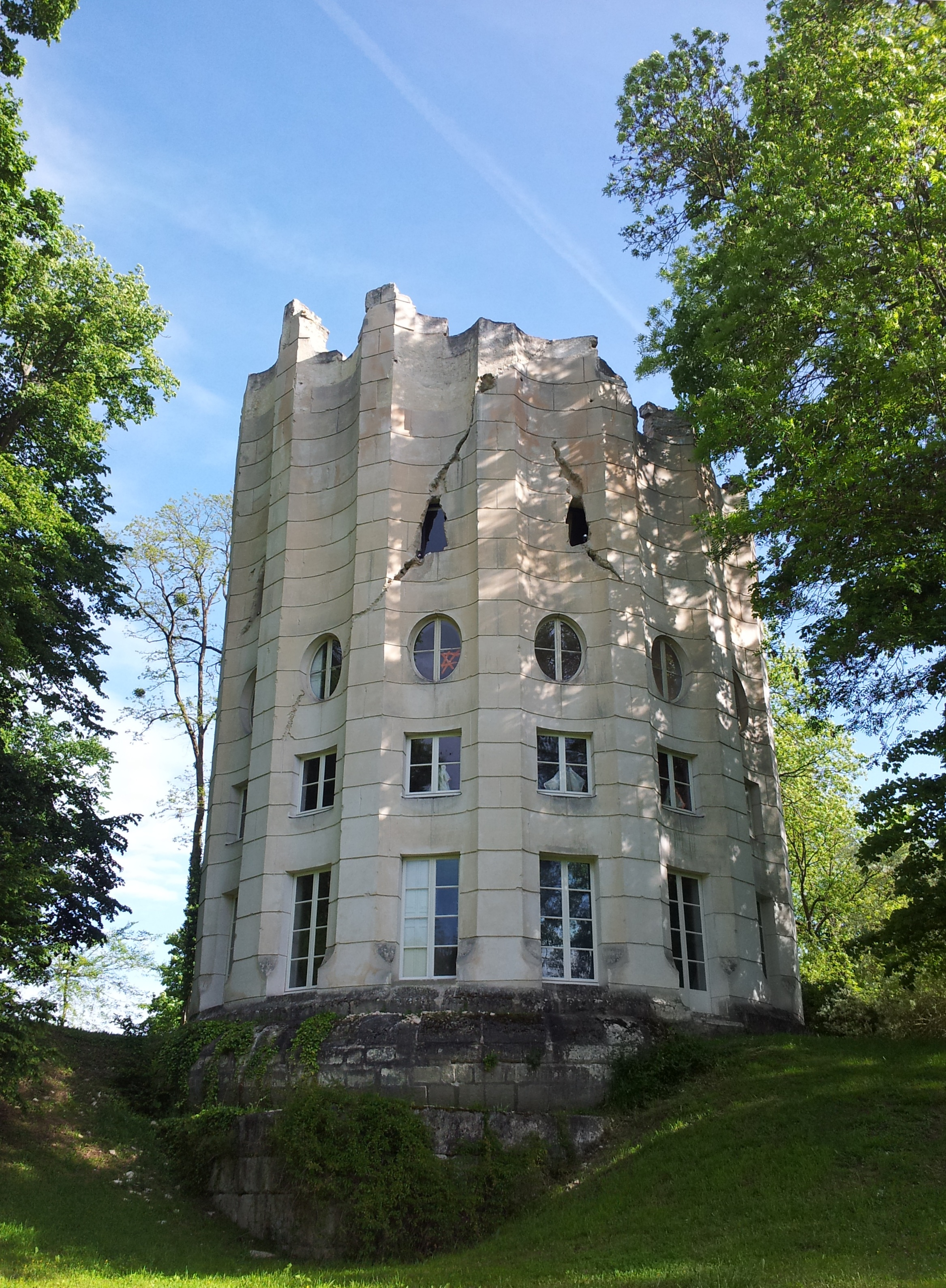
Désert de Retz

De Désert de Retz is een bekende folly in het Woud van Marly in Saint-Jacques-de-Roye, in Frankrijk.
Het complex werd in de 18de eeuw gebouwd door de Franse edelman François-Nicolas-Henri Racine de Monville.
Een aantal exotische bouwwerken is nog bewaard gebleven:
- La Colonne détruite (de verwoeste zuil)
- L'Église gothique (de gotische kerk)
- Le Temple au dieu Pan (de tempel gewijd aan de god Pan)
- Le Petit Autel (het kleine altaar)
- Le Théâtre découvert (het openluchttheater)
- La Glacière pyramide (de ijskelderpiramide)
- La Tente tartare (de Tartaarse tent)

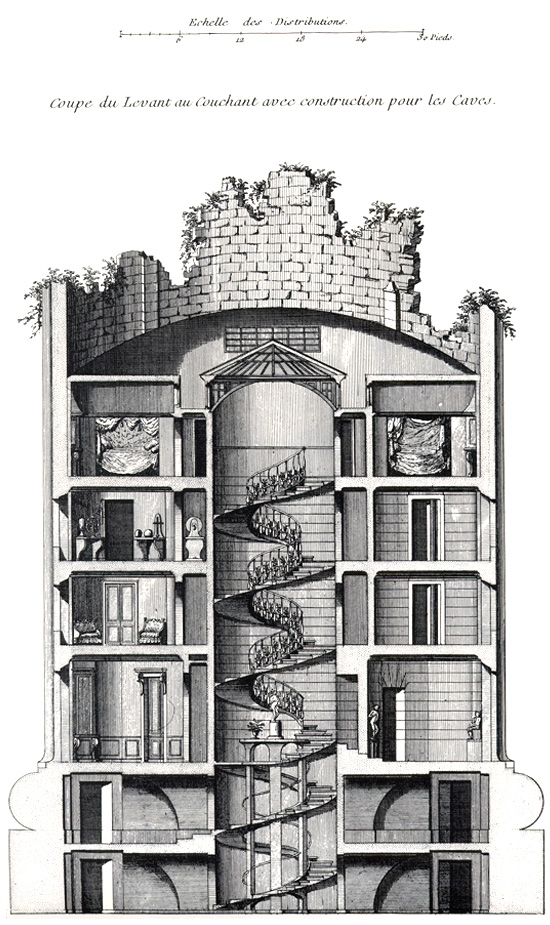
Doorsnede van de verwoeste zuil
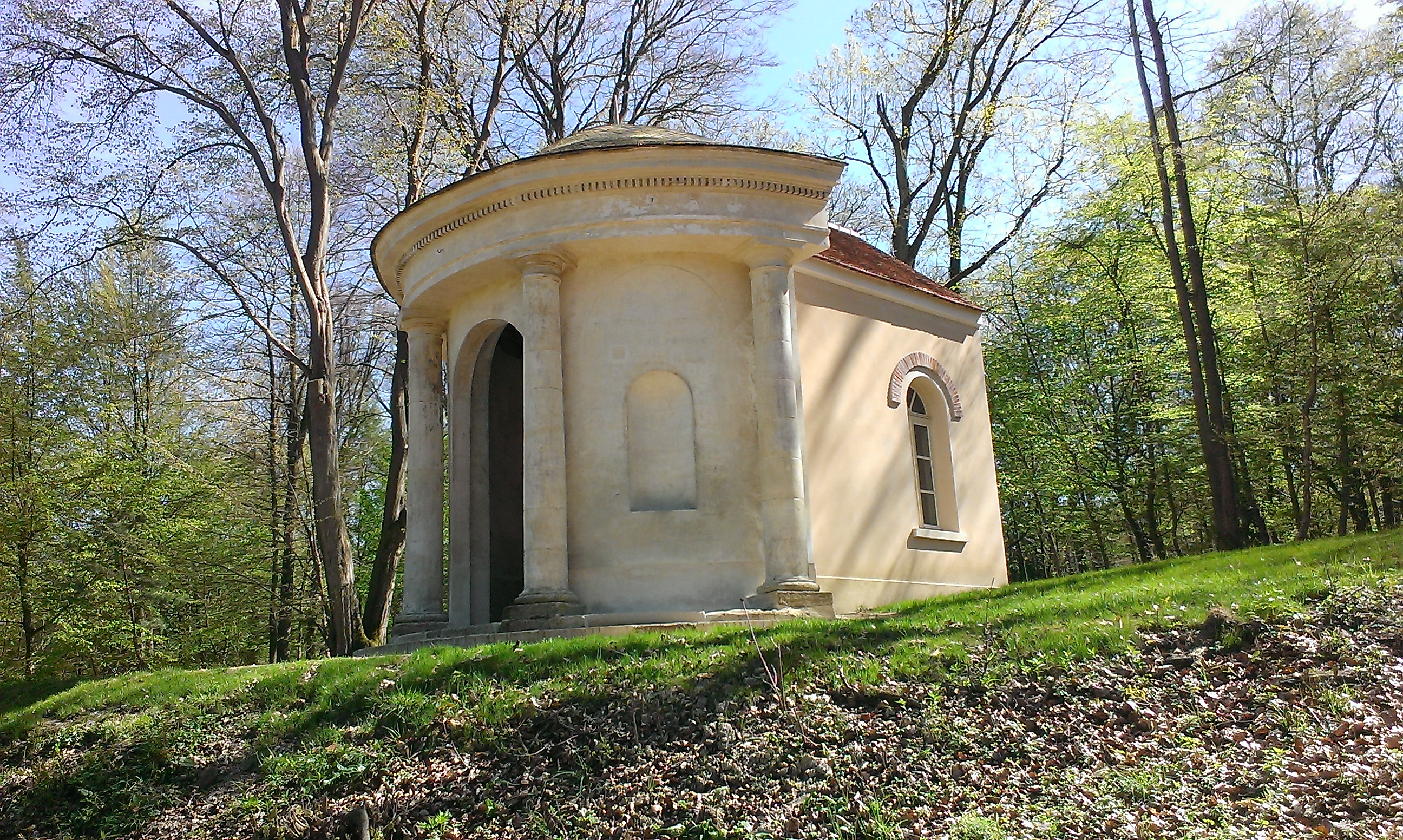
Tempel gewijd aan Pan (gerestaureerd)
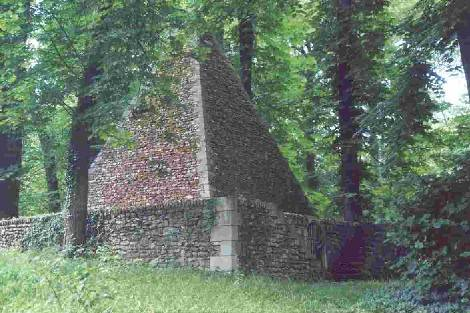
IJskelderpiramide
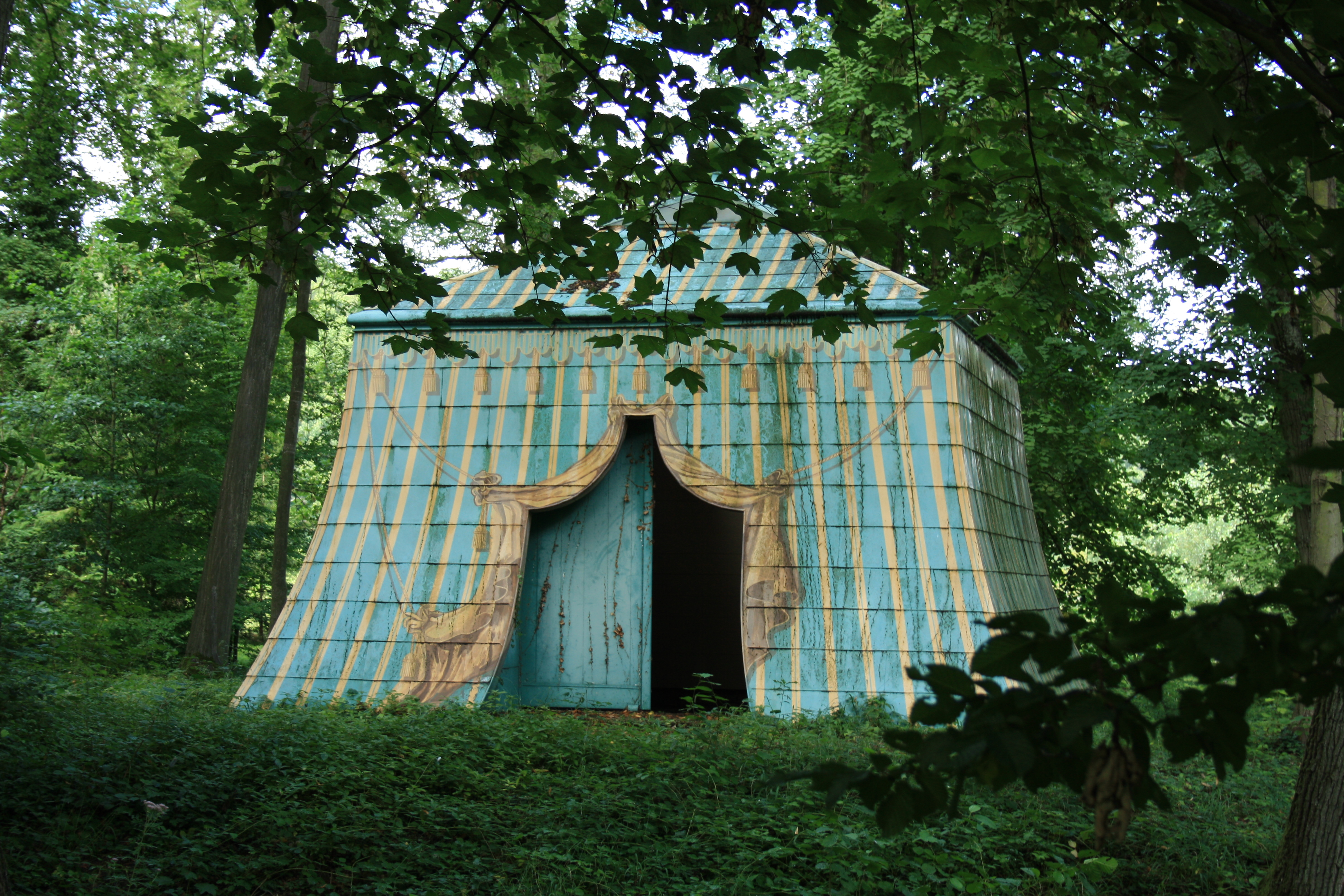
Tartaarse tent
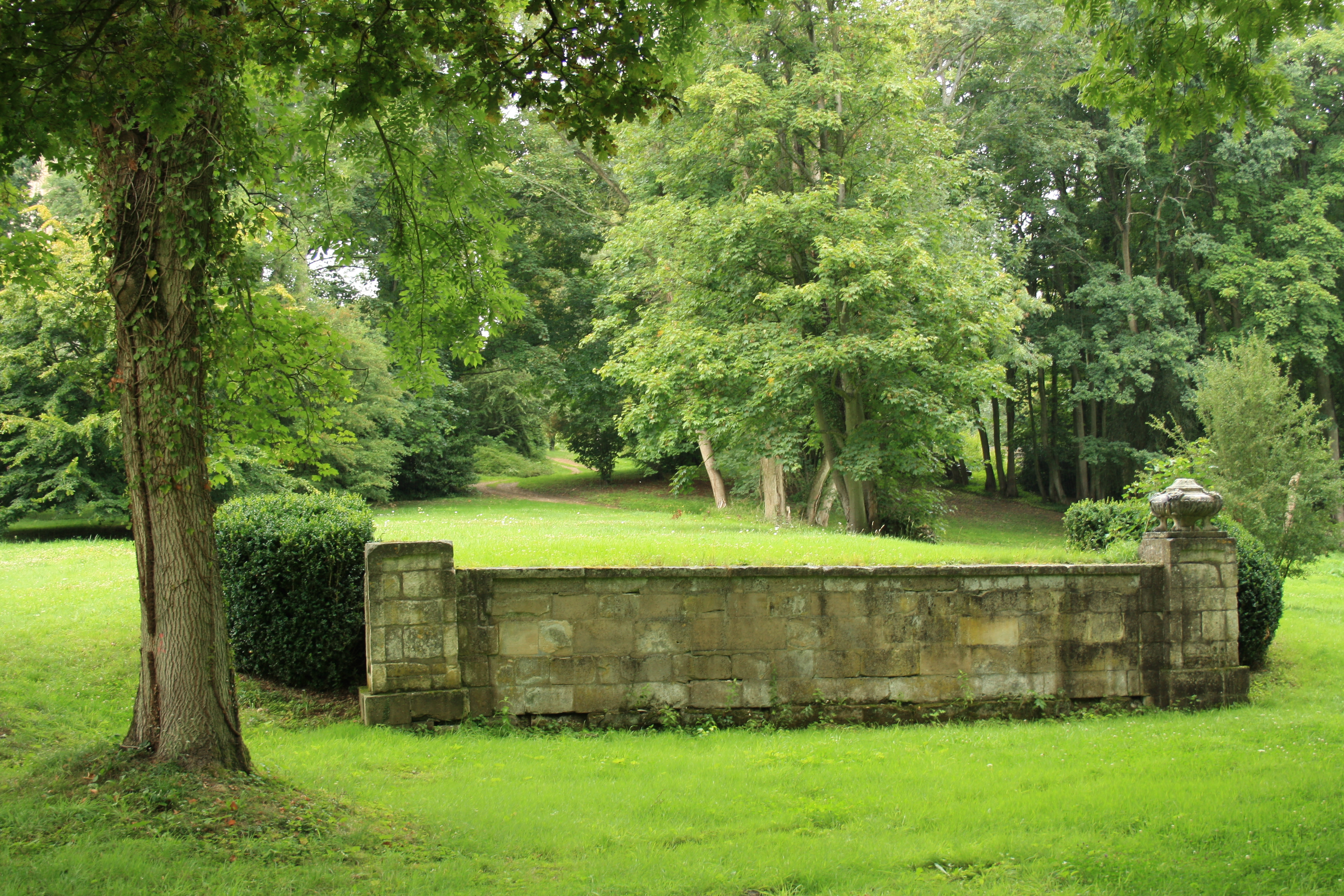
Openluchttheater
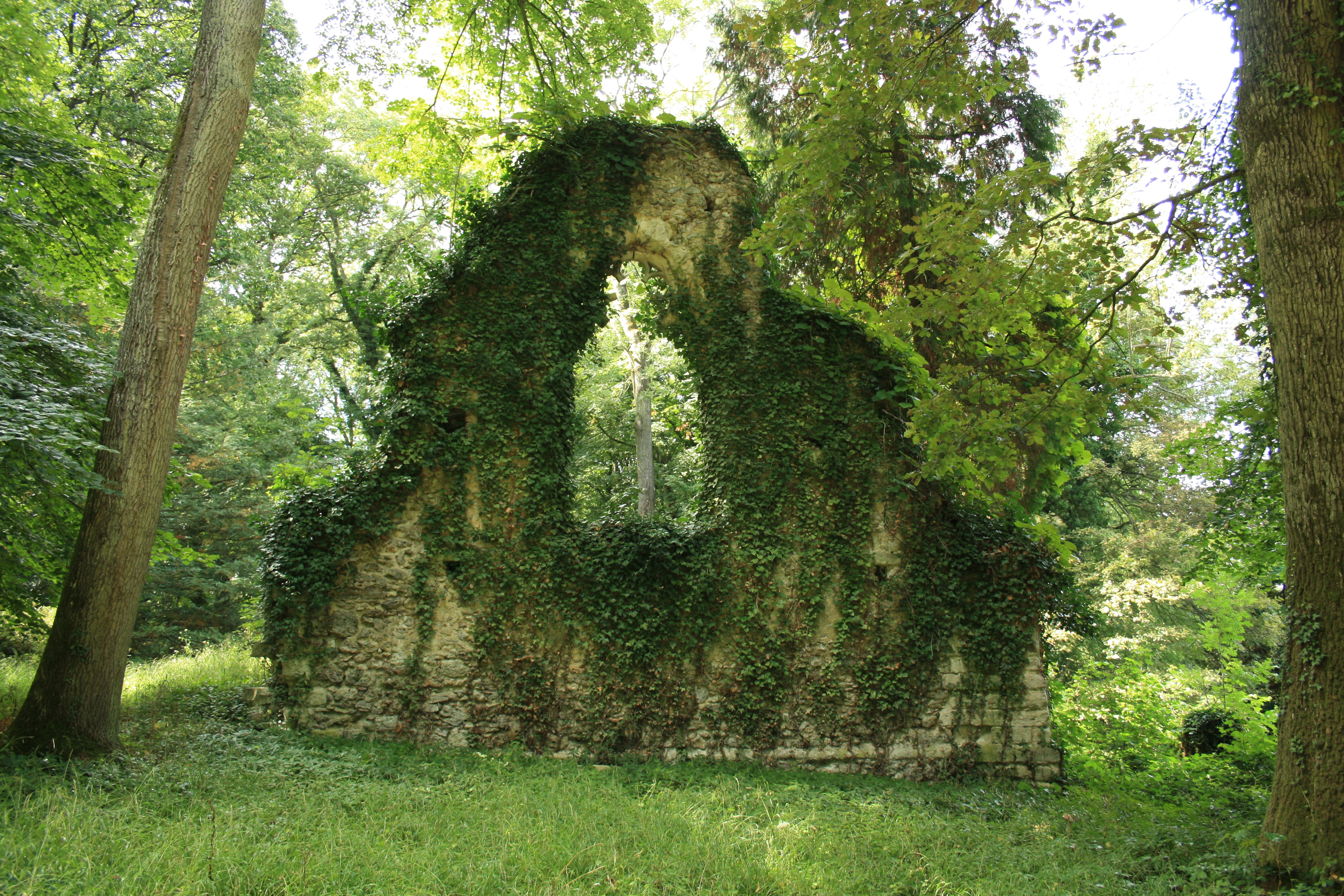
Gotische kerk